# Filosofiska undersökningar
Filosofiska undersökningar (Philosophische Untersuchungen) är, tillsammans med boken Tractatus Logico-Philosophicus (1922), ett av de två stora arbeten författade av 1900-talsfilosofen Ludwig Wittgenstein. I verket, publicerat 1953, diskuterar Wittgenstein ett flertal problem inom områdena semantik, logik, matematikfilosofi och medvetandefilosofi. Han framför bl.a. åsikten att konceptuella förvirringar gällande språket är orsaken till de flesta filosofiska problemen. Boken anses vanligtvis vara en av de viktigaste och mest inflytelserika filosofiska verken från 1900-talet. 
Verket var egentligen inte färdigt för publikation när Wittgenstein dog 1951. G. E. M. Anscombe, vän och elev till Wittgenstein, översatte dock manuskriptet och publicerade det 1953. Den är idag i sin tredje reviderade utgåva. 

## Metod
Filosofiska undersökningar är tämligen unik i sitt sätt att bemöta och hantera filosofin. En filosofisk text presenterar och summerar vanligtvis ett filosofiskt problem, varefter filosofen kritiserar tidigare lösningsförsök, för att slutligen presentera sitt eget och argumentera för dess riktighet. Wittgensteins bok behandlar dock filosofi som en aktivitet och låter läsaren nå slutsatserna självständigt genom att låta denne arbeta sig igenom diverse problem och delta aktivt i de filosofiska undersökningarna. Wittgenstein engagerar således läsaren i en sorts dialog där han förser vederbörande med tankeexperiment (en hypotetisk situation). Sedan beskriver han hur man kanske är benägen att fundera över situationerna ifråga och visar slutligen varför detta är ett misstag.
Wittgenstein använder sig ofta av det retoriska medlet att formulera många av bokens kommentarer som om de var en del i en dialog mellan honom själv och en disputant. Han låter exempelvis disputanten försöka definiera begrepp x och bemöter sedan försöken med motargument för att belysa hur det i själva verket inte finns någon korrekt definition av x.

## Språk, mening, definition och användning
Ett ords mening finns i dess användning, menade Wittgenstein, det refererar således inte till vare sig objekt i världen eller tankar och idéer som man associerar med dem. De problem som uppstått kring begrepp som "gott" eller "ont" menade han inte är problem alls, utan språkliga förvirringar som inte kan lösas, utan bara upplösas. Språkets verktyg är således ganska direkta och klara, det är bara filosofer som har fördunklat denna enkelhet genom att använda dem felaktigt.
Wittgenstein exemplifierar misstagen genom att be läsaren definiera ordet "spel" på ett så adekvat sätt som möjligt. Detta verkar först vara en tämligen lätt uppgift, men han visar sedan de många problem som uppkommer genom varje möjlig definition. Han menar dock inte att det är omöjligt att ge ordet en definition, utan att vi egentligen inte behöver göra det, för även utan en klar definition så använder vi ordet korrekt och förstår varandra när vi gör det. Detta för att vi helt enkelt lärt oss hur ordet används i olika situationer och sammanhang. 

### Familjelikhet
Ett viktigt begrepp som Wittgenstein tar upp i boken och som sedan skulle ha stort inflytande på språkfilosofin är familjelikhet. Filosofer har sökt formulera en definition genom att finna vad exempelvis alla spel har gemensamt. Wittgenstein menar att detta är förfelat. Spel utgör en familj med olika medlemmar. Vissa medlemmar har således vissa likheter med andra medlemmar, men inga likheter med en annan medlem. Spel A har likheter med spel B och Spel B har likheter med spel C, men spel A har inte nödvändigtvis några likheter med spel C. Söker man definiera spel och ge det en skarp gräns, så kommer denna gräns aldrig att sammanfalla helt med det faktiska bruket. De flesta är dock bekanta med tillräckligt många saker som är spel och icke-spel och kan därför ganska problemfritt kategorisera nya aktiviteter som det ena eller det andra.

### Språkspel
Wittgenstein utvecklar sin diskussion av spel till en förklaring av konceptet språkspel. Han introducerar termen genom flera exempel men avser det vara en benämning på alla de sätt som vi använder språket. Ordet "vatten!" kan exempelvis vara både en förfrågan, en befallning, ett svar på en fråga, ett allmänt utrop, ett konstaterande, etc. Olika sorters användning representerar olika språkspel. Vilken mening ordet har är alltså beroende av det språkspel i vilket det används. Ordet "vatten" har därför ingen mening utanför sina språkspel och sammanhang.

### Regler
En av de generella kännetecknen för ett språkspel är att det bygger på regler som följs. Regler konstituerar familjen, snarare än en klass som kan bli explicit definierad. Således är det inte heller möjligt att definiera vad det innebär att följa en regel. Alla handlingar kan utföras i enlighet med en viss regel, och därför kan inte en regel användas för att förklara en handling.

## Privata språk
Wittgenstein funderar också kring möjligheten av ett språk som behandlar de saker som bara är kända för dess användare, dvs. de saker vilkas innehåll är privat. Ett vanligt exempel är huruvida det kan finnas ett språk i vilket man namnger ens egna känslor och subjektiva upplevelser, dvs. sådana saker vars mening bara kan sättas av individen.
Wittgenstein presenterar flera perspektiv på ämnet. En poäng han för fram är att det är inkoherent att tala om vetskap gällande ett visst mentalt tillstånd. Andra kan visserligen känna till min smärta, men jag kan bara ha den. Detta är för Wittgenstein en grammatisk poäng samt en del av hur detta språkspel spelas. Även om Wittgenstein argumenterar för att idén om att privat språk är inkoherent menar han dock att det i själva verket inte är ett språk alls. Han hävdar nämligen att om någonting är ett språk, så kan det inte (logiskt) vara privat. En av Wittgensteins huvudpoänger är att mening är någonting socialt, alltså något som händer mellan flera språkanvändare, och det är främst därför det är konstigt att tala om ett privat språk där ett ord kan ha någon mening alls.

### Wittgensteins skalbagge
En annan poäng, som Wittgenstein gör mot möjligheten av ett privat språk, presenteras i hans tankeexperiment om skalbaggen-i-lådan. Han ber läsaren att föreställa sig att varje människa har en låda med någonting i som de refererar till som "skalbagge". Han föreslår sedan att ingen får titta i någon annans låda utan påstår sig bara känna till ordets mening efter att ha undersökt innehållet i sin egen. Wittgenstein menar att ordet "skalbagge" i en sådan situation inte signifierar någon sak. Anta att varje person har någonting helt annat (eller ingenting alls) i sina lådor. Detta förändrar inte ordets mening; skalbaggen som ett privat objekt "faller ur åtanken som irrelevant". Därför menar Wittgenstein att det som kan talas om inte är privat alls i detta avseende.

## Medvetandet
Wittgensteins språkundersökningar ledde till flera frågor gällande medvetandet och hans huvudsakliga kritik i den är riktad mot extrem mentalism som menar att mentala tillstånd är helt orelaterade subjektets omgivning. För Wittgenstein är tanken ofrånkomligt bunden till språket, och språket är i sin tur socialt. Därför finns det inget 'inre' rum för tankar att ske. Mentala tillstånd är intimt förknippade med subjektets miljö, i synnerhet den lingvistiska.

### Att se att "x"ärnågonting & att se "x"somnågonting
Utöver tvetydighen i meningar diskuterade Wittgenstein också former som kan bli sedda och förstådda på olika vis. Ibland kan en form tyckas vara en kanin, ibland känner man igen en specifik aspekt av formen och ser det som en kanin. Som exempel använder Wittgenstein "ank-kaninen", en bild vars motiv kan kännas igen både som en anka eller kanin. När man tittar på bilden och ser en kanin så tolkar man den inte som en sådan, utan man rapporterar bara vad man ser. Vad händer då när man först ser en anka och sedan en kanin? Som de aforistiska kommentarerna i Filosofiska undersökningar indikerar, så är Wittgenstein inte helt säker. Han hävdar dock bestämt att det inte kan vara fallet att världen förblir densamma medan en inre kognitiv förändring sker.